# Finlaggan (Schiff)
Die Finlaggan ist eine Ro-Pax-Fähre der Reederei CalMac Ferries. Das Schiff gehört Caledonian Maritime Assets in Port Glasgow, die es auch bereedern. Eingesetzt wird das Schiff von CalMac Ferries im Liniendienst zwischen dem auf der Halbinsel Kintyre am West Loch Tarbert gelegenen Kennacraig und Port Ellen und Port Askaig auf der zu den Inneren Hebriden zählenden Insel Islay.

## Geschichte
Das Schiff wurde unter der Baunummer B608/1 auf der Werft Stocznia Remontowa in Danzig gebaut. Der Bauvertrag wurde am 2. November 2007 geschlossen. Der Schiffsentwurf stammte von Remontowa Marine Design & Consulting.
Die Kiellegung des Schiffes fand am 29. Dezember 2008, der Stapellauf am 30. Juni 2010 statt. Die Fertigstellung des Schiffes erfolgte am 11. Mai 2011, die Taufe am 25. Mai in Port Askaig. Das Schiff wurde am 1. Juni 2011 in Dienst gestellt.
Die Baukosten des Schiffes beliefen sich auf £ 21,75 Mio. Es ist nach der historischen Siedlung auf der Insel Eilean Mòr im Loch Finlaggan auf der Insel Islay benannt.

## Technische Daten und Ausstattung
Das Schiff wird von zwei Viertakt-Achtzylinder-Dieselmotoren des Herstellers Wärtsilä (Typ 8L32) mit jeweils 4000 kW Leistung angetrieben. Die Motoren wirken über Untersetzungsgetriebe auf zwei Verstellpropeller. Das Schiff ist mit zwei elektrisch angetriebenen Bugstrahlrudern ausgerüstet.
Für die Stromerzeugung stehen zwei von den Hauptmotoren mit jeweils 1440 kW Leistung angetriebene Wellengeneratoren mit jeweils 1800 kVA Scheinleistung und drei von Viertakt-Sechszylinder-Dieselmotoren des Herstellers Mitsubishi Heavy Industries mit jeweils 526 kW Leistung angetriebene Generatoren mit 625 kVA Scheinleistung zur Verfügung. Weiterhin wurde ein von einem Mitsubishi-Dieselmotor mit 350 kW Leistung angetriebener Notgenerator mit 435 kVA Scheinleistung verbaut.
Das Schiff verfügt über ein durchgehendes Fahrzeugdeck, auf dem auf vier Fahrspuren 66 Pkw befördert werden können. Das Fahrzeugdeck ist über eine Bug- und eine Heckrampe zugänglich. Vor der Bugrampe befindet sich ein seitlich öffnendes Bugvisier. Das Schiff ist mit einem höhenverstellbaren Fahrzeugdeck ausgestattet, auf dem auf zwei Fahrspuren weitere 18 Pkw Platz finden. Caledonian Maritime Assets gibt die Gesamtfahrzeugkapazität mit 85 Pkw an.
Das Fahrzeugdeck ist zum größten Teil mit den Decksaufbauten überbaut. Der hintere Bereich des Fahrzeugdecks ist nach oben offen. Oberhalb des Fahrzeugdecks befinden sich drei Decks mit den Einrichtungen für die Passagiere und die Schiffsbesatzung. Auf Deck 4 befindet sich u. a. eine Lounge. Im vorderen Bereich des Decks sind Kabinen und Aufenthaltsräume für die Schiffsbesatzung untergebracht. Auf Deck 5 befinden sich eine weitere Lounge sowie ein Selbstbedienungsrestaurant. Außerdem gibt es offene Deckbereiche, teilweise mit Sitzgelegenheiten. Auf Deck 6 sind weitere Einrichtungen für die Schiffsbesatzung untergebracht. Außerdem befindet sich hier die über die gesamte Breite geschlossene Brücke.
Die Passagierkapazität des Schiffes beträgt 550 Personen. An Bord ist Platz für 34 Besatzungsmitglieder, die in Einzelkabinen untergebracht werden können. Das Schiff ist mit einem Schiffsevakuierungssystem ausgerüstet. Zur Verringerung der Rollbewegungen ist das Schiff mit Flossenstabilisatoren ausgerüstet.